# Municipio de Wright (condado de Wayne)
El municipio de Wright (en inglés: Wright Township) es un municipio ubicado en el condado de Wayne en el estado estadounidense de Iowa. En el año 2010 tenía una población de 208 habitantes y una densidad poblacional de 2,25 personas por km².

## Geografía
El municipio de Wright se encuentra ubicado en las coordenadas 40°51′19″N 93°10′33″O / 40.85528, -93.17583. Según la Oficina del Censo de los Estados Unidos, el municipio tiene una superficie total de 92.51 km², de la cual 91,17 km² corresponden a tierra firme y (1,45 %) 1,34 km² es agua.

## Demografía
Según el censo de 2010, había 208 personas residiendo en el municipio de Wright. La densidad de población era de 2,25 hab./km². De los 208 habitantes, el municipio de Wright estaba compuesto por el 98,56 % blancos, el 0,96 % eran asiáticos, el 0,48 % eran isleños del Pacífico. Del total de la población el 0,48 % eran hispanos o latinos de cualquier raza.